# 超者ライディーン
『超者ライディーン』（ちょうじゃライディーン）は、1996年（平成8年）10月2日から1997年（平成9年）6月25日までテレビ東京系にて放送されたテレビアニメ。全38話。
『勇者ライディーン』を原案とするが、共通するのはゴッドライディーンのデザイン等一部の設定に留まる。

## 概要
製作を担当したサンライズ作品の『新機動戦記ガンダムW』『鎧伝サムライトルーパー』や『勇者指令ダグオン』などのようにタイプの異なる複数の美形男性キャラクターを登場させ、従来からの男性ユーザーだけではなく女性ユーザーからの支持も狙った作品である。
物語は二部構成になっており、第一部はライディーン戦士と超魔の戦いを描いたアクションバトルと、少年アイドルたちの成長と活躍を描いた明るい物語。第二部はライディーン同士の殺伐とした戦いや、傷つきもがき苦しむ少年たちの心を描く。全体的には少年たちの成長を描くセンチメンタルな物語となっている。変身シーンと一部のバトルシーンについては3DCGおよびデジタルアニメーションによって描かれている。ゴッドライディーンのデザインについては原案のリメイクであり、超合金ブランドで発売された製品はオリジナル同様ブラックバージョンも発売され話題を呼んだ。
作品の特徴としては男性キャラクターの裸体の露出が多いことが挙げられる。ANGELの男子メンバー（=ライディーン）が、人間からライディーンに変身する過程で着衣が裂けて全裸となる。その後ライディーンに変身する過程で体が結晶状の物に包まれ、一時的に目も鼻も口もない、それぞれが変身するライディーンの色のシルエットとなる。股間部分は■状に黒塗りで描かれ、バトル終了後に人間に戻る時は全裸のままで新たに衣服が必要となり、最初の変身から解けた飛翔や電光は股間に目を向け赤面していた。
女性を中心に熱烈なファンを獲得し、2クールの予定であったが最終的には3クールの全38話放送された。放送終了後の1998年1月11日に登場キャラクターに扮した声優陣のライブイベントを開催。このイベントではアニメ雑誌アニメディアで公募されたデザインの衣装を声優が着用するという企画がなされ、後にライブCDが発売された。同年3月29-30日には声優・スタッフらとのキャンプイベント「ANGEL SPRING CAMP」が栃木県鬼怒川温泉で行われた（参加者は200名程度で、大半を女性が占めた）。
2016年、バンダイチャンネルで配信が開始された。
ビデオソフト展開は、1998年時点ではVHSビデオとLDBOXのみで終了していたが、2020年に初のDVD化された。

## ストーリー
主人公・「鷲崎飛翔」は中学校の同級生「瑠璃」を見舞いに行った帰り、一枚の羽「ゴッドフェザー」に接触。そこにはかつて、人類誕生以前の太古の宇宙で宇宙の運命をかけて争う正義の戦士、ライディーンと邪悪な生命体、超魔との戦い「聖創生大戦」の記憶があった。その結果、ライディーン戦士が勝利し、超魔は次元の彼方へ追放された。しかし、現代、超魔は復活し、地球侵略を開始する。己の運命に戸惑う飛翔であったが、妹たちを守るために戦うことを決意する。

## 登場人物

### ANGEL（エンジェル）
鷲崎 飛翔（わしざき ひしょう） / ライディーンイーグル
声 - 伊藤健太郎 （タイトルコールも兼任）
本編の主人公。15歳、中学3年生。身長175cm、体重58kg。7月7日生まれ（蟹座）血液型はA型。趣味は野球・読書・TVゲーム。両親が離婚しており、妹であるつばさ、母まりえとの3人暮らし。家はあまり裕福とは言えず、貧乏である。そのため、当初は乗り気ではなかった玲子からの「ANGEL」へのスカウトもお金が稼げるという一言でグループ入りを決意する。巻き込まれ体質である。
なお、後記の漫画版ではイーグルはかつててライディーンと人間との間に起きた戦争で、ライディーンでありながら、人間側に味方し、ライディーン側に多大なる損失を与えた裏切り者と設定されている。
エース羽田（エース はねだ） / ライディーンコンドル
声 - 渋谷茂
16歳。身長183cm、体重66kg。3月31日生まれ（牡羊座）血液型はAB型。趣味はバスケ・ビリヤード。国籍はアメリカで、日本人である父とアメリカ人である母（既に他界）のハーフ。以前はニューヨークでストリートギャングのボスをやっていた。椿聖人はその頃の仲間である。超魔に襲われライディーンとして覚醒するも、自分のためらいのせいで仲間達を殺されてしまったことを悔いている。その後玲子と出会い、タレント第一号となる。玲子に淡い恋心を寄せているが、エース自身は女性に対して奥手な所がある。
鷹城 電光（たかぎ いかずち） / ライディーンホーク
声 - 陶山章央、渡辺久美子（5歳）
15歳、中学3年生。身長176cm、体重60kg。8月20日生まれ（獅子座）血液型はO型。趣味はお笑い観賞。明るい性格でいかなる時もお笑い精神を忘れない。実は大企業の社長の息子だが、将来お笑い芸人になりたいという夢のために関西人でもないのに関西弁を喋り、出会って間もなく飛翔と無理矢理お笑いコンビを組む。直後のエキドナとの戦闘でライディーンに覚醒したことでANGELに加入。「いかちゃんひーちゃん」というコンビ名でたまに飛翔と漫才をする。過去、親友を水難事故で亡くしてから水が苦手であったが第7話で飛翔らの手助けもあって克服。きらりの大ファンだったが、最終回できらりが消滅し、後のドラマCDで疾風と共に彼女が瑠璃と同化していった事で悔しがっていた。
鳥飼 銀牙（とりかい ぎんが） / ライディーンアウル
声 - 遊佐浩二
15歳、高校1年生であるが、学校には通っていない様子。身長184cm、体重64kg。1月2日（山羊座）血液型はA型。趣味は剣術（天然理心流免許皆伝）。父正義、母、22・20・18になる姉3人との6人家族。姉の影響で女性には弱い。父が映画の殺陣師であったため、既に殺陣師として芸能界で活躍しており、飛翔らと会う前からライディーンとしても覚醒していた。父が仲間を庇って殺陣師生命を断たれたことから、孤独を愛し、団体行動を好まず、飛翔達の勧誘も断っていた。しかし、後に父の助言もあり、ANGELに加入する。超魔エキドナに好かれており、「銀ちゃん」と呼ばれている。
大鳥 疾風（おおとり はやて） / ライディーンファルコン
声 - 瀧本富士子
12歳。身長168cm、体重54kg。2月14日生まれ（水瓶座）血液型はB型。IQ250の天才で、自ら設立したゲーム会社の社長。趣味はゲームソフト開発。父は気象・天文学者であり、母は植物学者。存命であるがずっと外国暮らしなため、たまにモニター越しに挨拶をする程度で疾風はいつも孤独だった。そんな環境故に他人との交流が持てず、人は金で動くものだと思っており、自分に構ってくれる飛翔に懐き金で釣ろうとしていた。しかし、飛翔達と出会い、ANGELの一員として他人と関わることで変わっていく。電光と同じくきらりのファンだったが、最終回できらりが消滅し、後のドラマCDで電光と共に彼女が瑠璃と同化していった事で悔しがっていた。ライバル関係にあるザ・ハーツとの中、藤丸とは大の親友である。
漫画版では戦闘で破壊された街の修復を自身の財力で行うなど、マメな一面を見せる。

### THE HEARTS（ザ・ハーツ）
南条 一夜（なんじょう かずや） / ライディーンクロウ
声 - 三木眞一郎
16歳。身長177cm、体重60kg。9月22日生まれ（乙女座）血液型はB型。父母はイギリスに在住。趣味は乗馬・チェス。ロックバンド「THE HEARTS」のリーダーであり、ギター担当。イギリスの生活に馴染めず落ち込んでいた頃にギターを手にしたことで音楽に目覚めた。妥協を許さないプロ意識の持ち主で、時には物を投げたり怒鳴り散らすなど神経質な所があるが、メンバーからの信頼は非常に厚い。同じ事務所に所属するきらりとは仲がいい模様。
超魔を倒すためなら一般人の犠牲も厭わないという非情さを持ち、ANGELとは意見の食い違いでよく対立しているが、実際は一夜自身が飛翔を一方的にライバル視している節があり、彼をフルネームで呼んだり、事ある毎に煽ったりしている（藤丸曰く「近親憎悪」。実際、物事を何でも一人で背負い込む面など性格の共通点は多い）。
カイル・ムーン / ライディーンアーザス
声 - 山口勝平
15歳。身長183cm、体重65kg。12月8日生まれ（射手座）血液型はO型。オーストラリア出身。両親とは生き別れ、施設育ちである。趣味は日本のアニメ・時代劇鑑賞。日本語は流暢であるが、全てアニメや時代劇から学んだため語尾が「〜でござる」など多々怪しい部分がある。一夜との出会いは、故郷の街で不良に絡まれていた所を一夜に助けられたことがきっかけである。その信頼は最も厚く、彼のためなら命を捨てる覚悟もしているほど。一方、グループ内で同じようなポジションの電光とダジャレの応酬をしたり、殺陣役者でもある銀牙に弟子入り志願するなどANGELのメンバーとは比較的仲が良い。ザ・ハーツではドラム担当。
椿 聖人（つばき まさと） / ライディーンフェニックス
声 - 上田祐司
15歳。身長177cm、体重61kg。11月3日生まれ（蠍座）血液型はAB型。趣味はプロレス観戦。飛翔の幼馴染。5歳まではいじめられていた聖人をいつも飛翔が庇っていたという間柄。その後仕事の都合でニューヨークへ渡った先で両親が事故死、エース率いるストリートギャングの一員となり、エースのパシリ的存在に。一度超魔に襲われ死亡するも、ゴッドフェザーによって甦り、一夜と出会いザ・ハーツに入るという数奇な運命を辿る。ライディーン戦士としては唯一ヒーリング能力を持っている。見た目に反し性格は熱いが暗く、また何を考えているかわからないなど掴みにくいが、ドラマCDではギャグ役に徹している。バンドではベース担当。
武者小路 藤丸（むしゃのこうじ ふじまる） / ライディーンダイノ
声 - 大谷育江
12歳。身長167cm、体重52kg。4月30日生まれ（牡牛座）血液型はA型。家族構成は両親と姉。趣味は俳句を読む事で、本編やドラマCDでもいつも俳句を読んでいる。実家は医者。常に敬語で礼儀正しく、また性格も温厚であり、育ちのよさを窺わせる。一夜には服従するが、言うべき時には彼相手でも物怖じせず自分の意見をはっきりと主張するなど、一番年下ながら精神年齢は一番大人だと言っても過言ではない。ザ・ハーツ内ではツッコミ担当。たまに毒舌な面も見せる。ライバル関係にあるANGELの疾風とは非常に仲が良い。バンドではキーボード担当。
海堂 忍武（かいどう しのぶ） / ライディーン・ブラッド
声 - 高木渉
16歳。身長176cm、体重61kg。10月10日生まれ（天秤座）血液型はO型。家族構成は両親と弟、妹がいる。趣味はスポーツ、体を鍛える事。根っからのスポーツマンで、チームワークは大切なものだと考えており、一夜の命令には素直に従う。暇さえあればいつも腕立て伏せをしており藤丸から呆れられたりもするほど。夜明け前の腕立て伏せ500回とマラソン10kmは毎朝欠かさず、ドラマCDではそのことで電光にも迷惑がられている。ライディーン戦士の中では珍しくこれといって特殊な過去がない。バンドではヴォーカル担当。

### ライディーンの関係者たち
天賀井 玲子（あまがい れいこ）
声 - 田中敦子
28歳。大の美少年好きで強引だが、明るい性格で、こうと決めたら一直線にやり通す芯の強さを持ち合わせている。
天使に強いこだわりを持ち、ライディーン戦士の存在を天使と信じて疑わないが、それは幼少時に亡くした母親の「天使はみんなを幸せにする」という教えによるもの。父親には大事に育てられてきたが、独立心の強さから父親の反対を押し切って家出。タレント事務所・天使更生組合を立ち上げ、その社長となる。常人でありながら超魔やライディーンの姿を見ることができるため、各地からライディーン戦士を集め、アイドルグループ「ANGEL」を結成し、マネージャー及びライディーン戦士の補佐的役割も務める。
自身の恋愛については、ANGELを売り出すことを優先しているため考えていないが、物語中盤で同級生の織田勇一と再会し、最終回で彼と結婚した。結婚後も社長として仕事を続けている。エースには密かに好意を寄せられていたが、その想いには最後まで気づかなかった。
ダニー・天賀井（ダニー・あまがい）
声 - 玄田哲章
玲子の父で、大手芸能プロのダニーズ事務所の社長。娘の独立に否定的で、彼女を家に連れ戻すために仕事を妨害することもある。
最終的には娘の行動力を認めて和解し、後のドラマCDでは天使更生組合と業務提携を結んでいる。
鷲崎 つばさ（わしざき つばさ）
声 - 三浦智子
飛翔の妹。6歳。飛翔たちのマスコット的存在。電光と疾風と同じくきらりのファン。
鷲崎 まりえ（わしざき まりえ）
声 - 速見圭
飛翔の母。コンビニのアルバイトで飛翔とつばさを養っていたが、玲子からANGELメンバー合宿所の管理人の仕事を紹介され、飛翔のアイドルデビューも難なく受け入れた。
宮坂 瑠璃（みやさか るり）
声 - 三浦智子
飛翔のガールフレンド。15歳、中学3年生。父・母がいる。SF系の話が好きで「自分だけの物語がないか」と常に考えており、日常に退屈を感じていた。「誰かが自分を今とは違う別の場所に連れて行ってくれないだろうか」「翼があれば何処へでも飛んで行ける」と言い残し、飛翔の目の前で学校の屋上から転落し昏睡状態になる。
幼少期に女神セイラから双子座のオーブを託されるが、常に明るく清らかな心でいなければならないという使命の重圧から飛翔以外の人間に心を開けず、学校内でも孤立していた。ルーシュによってその心の闇を利用され、ゴッドライディーンの生体ユニットとして取り込まれる。以後も精神は追い詰められたままで、最終的にはゴッドライディーンを暗黒の色に染め、驚異的な力を引き出すまでに至るが、もう一人の自分であるきらりが同化することによって解放され、昏睡状態からも回復した。
ドラマCDではANGELやザ・ハーツとも打ち解けている一方、自身が眠っている間のきらりと飛翔の関係に嫉妬心を抱いたり、人気者だったきらりが自身と同化したことで「本当は自分よりもきらりが生きていた方が良かったんじゃないか」と負い目を感じたりしている。
宮坂 恵子（みやさか けいこ）
声 - 寺内よりえ
瑠璃の母。
西条 きらり（さいじょう　きらり）
声 - 内川藍維
15歳。両親はおらず施設育ち。ダニーズ事務所所属の国民的アイドル歌手。これだけの人気にも関わらず、きらり本人は気取ったところは少しもなく、オフの日にはボランティア活動をしたりしている。電光・疾風に好かれているが、きらり自身は飛翔に好意を持っている模様。飛翔達にはなぜか顔かたちが瑠璃に酷似しているように見えるらしい。彼女もまた女神セイラから双子座のオーブを託されており、超魔やライディーンの姿を見ることができる。出生は謎に包まれていたが、その正体は瑠璃の「双子座のオーブを守る」という心が生み出した分身であり、その記憶が完全に覚醒しきった時にきらりの肉体は消滅し、瑠璃と同化してしまった。それによって昏睡状態にあった瑠璃が目覚めることになる。
ドラマCDでは二重人格という形で瑠璃とひとつの肉体を共有している。
篠田 善太郎（しのだ ぜんたろう）
声 - 坂口賢一
きらりのマネージャー。オカマ口癖で話すトラブルメーカー。
織田 勇一（おだ ゆういち）
声 - 森川智之
玲子の高校時代の同級生で、玲子が「天使が降りてくる」と忠告した人物。今は軍に所属している。
最終回で玲子と結婚する。
山田 そら（やまだ そら）
声 - 根谷美智子
度々ライディーン戦士と超魔たちの戦いに巻き込まれるレポーターの女性。どんな時でも根性でレポート。
ライディーン・セイラ
声 - 深見梨加
ライディーン戦士と西条きらりを導く女神（巫女）。すでに肉体は存在せず精神のみのアストラル体として存在する。西条きらりの体を借りてライディーン戦士に復活したゴッドライディーンの破壊を命じる。

### その他の人間
少女（第35話）
声 - 氷上恭子
少女の母親（第35話）
声 - 渡辺美佐
少女（最終話）
声 - 雪乃五月
マリア
声 - 吉田古奈美
提督
声 - 佐々木勝彦
セガワ
声 - 稲葉実
ブラビ
声 - 大山高男
パオ
声 - 南央美
トシオ（5歳）
声 - 南央美
宮本 勝平（みやもと かっぺい）
声 - 岡村明美
勝平の父
声 - 小杉十郎太
たける
声 - 矢島晶子
病気を治した後、将来はプロのサッカー選手になること。
たけるの母
声 - 日野由利加
鳥飼 正義（とりかい せいぎ）
声 - 小島敏彦
銀牙の父。60歳。映画の殺陣師で、天然理心流師範。
撮影中の事故から仲間を庇って怪我を負い、その影響で視力を落としている。
疾風の父
声 - 龍田直樹
疾風の母
声 - 金野恵子
リッキー
声 - 石井康嗣

### 超魔
ルーシュ・デ・モン / 神無 聖月（かんな せいげつ）
声 - 矢尾一樹
残忍で狡猾な超魔の首領。配下の超魔を使ってゾディアックオーブを集め、全能のゴッドライディーンを手に入れて世界を破滅に導こうと企む。任務に失敗した部下を決して許さず、オーブを回収してきた場合であっても処刑する。普段は衛星ネットワークテレビ局の局長・神無聖月の肉体を乗っ取り、その情報網を利用してオーブの在処を突き止め、配下の超魔を召喚し送り込んでいる。
その残忍な振る舞いから、部下の造反を招くこともあるが、全て利用するだけ利用して処刑している。一度はゴッドライディーンと無限のパワーを入手するも、直接対決でライディーン戦士に敗れた。後にゴッドライディーンから搭乗を拒否され消滅した。消滅後、神無聖月は行方不明扱いとなっている模様。
しかし、最終回では彼らしき人物を飛翔が目撃し、次なる超魔との戦いを予感させた。
ドラマCDで復活するが、力の大半を失っている。表舞台では神無本人として振舞い、復活させたエキドナをアイドルとして売り出しながら、滅びた超魔の復活を目論み雌伏の時を狙っていた。再びライディーンたちに阻止されたが、それでも懲りずに裏で策を練り続けている。本人は真面目であるが、バックコーラスを歌ったり、エキドナと漫才をするなど、本編から一転してギャグ役となっている。
漫画版では巨大化し、飛翔の乗り込んだゴッドライディーンと戦う。飛翔が世界を壊滅させかねないとして、ゴッドブレイカーしかゴッドライディーンの武器を使わなかったことから優位に立つが、最後はゴッドブレイカーに貫かれ、倒される。
神無 聖月/聖月老人(かんな せいげつ/せいげつろうじん)
声 - 塚田正昭
大手の衛星ネットワークテレビ局「SKネットワーク」の会長。「全世界のメディア産業をその手に牛耳る」とも言われている大物だが、その野望をルーシュに付け込まれたことで、命を奪われると同時に肉体を乗っ取られてしまい外見が変化、以後はルーシュの擬態として利用されることとなる。
エキドナ
声 - 岡本麻弥
第3話より登場。下半身が蛇のような女性の超魔で、巨大化すると蛇を模した怪物になる。他の超魔同様に残忍な性格ながら、どこか軽薄な部分も持ち合わせる。
当初はオーブ捜索をルーシュに命じられるが、憂さ晴らしから人間たちにちょっかいを出した結果ライディーンと戦闘になる。結果ホークの覚醒を招き倒されるが、完全に消滅せず欠片から再生し、以後もライディーンをつけ狙う。
その過程で出会った銀牙に一目惚れし、彼もライディーンであると気づかぬまま想いを募らせていく。後にそれを理由に超魔を裏切り、ライディーンたちに加担する。
一時期、魚座のオーブを所持していた。最終的に銀牙と結ばれるが、超魔によって深手を負い銀牙の腕の中で息絶えた。
敵キャラでありながら、後半からは第二のヒロイン的な扱いを受けており、本作の女性キャラのなかでも優遇されているといえる。
ドラマCDではルーシュによって復活を果たす。彼の口車に乗せられる形でアイドル活動をしているが、銀牙への想いは忘れておらず、たびたび追っかけ回している。
バーサーカー
声 - 塩屋浩三
熊のような姿をした超魔。第1話登場。
ミノタウロス
声 - 中田和宏
第2話登場。
キマイラ
声 - 星野充昭
第4話登場。
クラーケン
声 - 江原正士
第5話登場。
ケルベロス
声 - 茶風林（ケルベロスA）、永野広一（ケルベロスB）、水内清光（ケルベロスC）
三つ首の超魔。第6話登場。
オネイロス
声 - 森川智之
第7話登場。
ワーウルフ
声 - 堀内賢雄
第8話登場。
ローレライ
声 - 松井菜桜子
第9話登場。巨大化した際の頭部は、『勇者ライディーン』のアギャール将軍に似ている。
モスマン
声 - 藤原啓治
第10話登場。
エレボス
声 - 石井康嗣
蝙蝠の超魔。第11話登場。
メデューサ
声 - 篠原恵美
第12話登場。
ウェンデイゴ（スッピル監督）
声 - 銀河万丈
雪男型の超魔。第13話登場。
ワーム
声 - 田原アルノ
第14話登場。
ヒドラ
声 - 青野武
多頭蛇型の超魔。酒が好物で、普段は老人の姿をしている。第15話登場。
ウンディーネ
声 - 土井美加
ヤクザの女将のような超魔。ケルピー兄弟、リーパー、アバドン、スペクターを従える。
仁義などは持ち合わせておらず、内心ではルーシュの後釜を狙おうと企んでいた。
ケルピー
声 - 松尾銀三（ケルピー兄）、龍田直樹（ケルピー弟）
馬型の兄弟超魔。第16話登場。
リーパー
声 - 大川透
蛙型の超魔。第17話登場。
アバドン
声 - 関俊彦
小鬼型の超魔。第18話登場。
スペクター
声 - 島田敏
アヒル型の超魔。藤丸と忍武にペンギンの着グルミを着せて楽しんでいた。第19話、第20話登場。
リザード
声 - 塩屋翼
トカゲ型の超魔。可愛らしい外見が特徴で、間抜けな性格。舌で舐めたものをボールのように弾ませる力を持つ。第21話登場。
ヴァンパイア
声 - 大塚芳忠
吸血鬼型の超魔。物腰は柔らかいが、本性は冷酷非道な変態サディスト。エキドナを殺害した張本人。第22話、第23話登場。
バーゲスト
声 - 富田耕生
犬型の超魔。普段は探偵の姿をしており、「私の推理が正しければ」が口癖。第24話登場。
オーク
声 - 内川藍維
ドラマCDにのみ登場する超魔。ルーシュの計画により、普段は西条きらりに化けている。

## ライディーン
ライディーンイーグル
鷲崎飛翔が変身するライディーン戦士。炎の力を操る。5人の中で攻撃・防御・技・スピードの全てにおいてバランスがとれている。モチーフは鷲。
身長185cm　最高飛行速度マッハ6.5 総出力870rp（rp＝ライディーンパワー）
装備・技:イーグルソード（剣）、イーグルフレアー（火炎放射）、烈火拳（れっかけん）（炎を纏ったパンチ）、烈火脚（れっかきゃく）（炎を纏ったキック）
ライディーンコンドル
エース羽田が変身するライディーン戦士。大地の力を操る。5人の中で最も攻撃力に優れている。モチーフはコンドル。
身長185cm 最高飛行速度マッハ5.8 総出力900rp
装備・技:コンドルランサー（槍）、コンドルショット（無数の石つぶて）、コンドルナックル（破壊力抜群の鉄拳）、地裂斬（ちれつざん）（衝撃波で地割れを発生）
ライディーンホーク
鷹城電光が変身するライディーン戦士。雷の力を操る。5人の中で最も防御力に優れている。モチーフは鷹。
身長185cm 最高飛行速度マッハ5.7 総出力850rp
装備・技:ホークフレイル（フレイル）、ホークサンダー（落雷攻撃）、イカズチパンチ（雷撃を纏ったパンチ）
ライディーンアウル
鳥飼銀牙が変身するライディーン戦士。鋼の力を操る（小説版では水の力とされている）。5人の中で最も技に優れている。モチーフはフクロウ。
身長185cm 最高飛行速度マッハ6.7 総出力860rp
装備・技:アウルブレード（大鎌）、アウルスプラッシュ（鋼の弾丸）、アウルスライサー（翼で敵を切断）、アウル激流波（アウルげきりゅうは）（流体金属による攻撃）
ライディーンファルコン
大鳥疾風が変身するライディーン戦士。風の力を操る。5人の中で最もスピードに優れている。モチーフは隼。
身長185cm 最高飛行速度マッハ7.1 総出力840rp
装備・技:ファルコンアロー（弓矢）、ファルコンストーム（大風を起こしかまいたち現象で敵を斬る）、ファルコントルネード（発生させた竜巻に敵を捕らえ動きを封じる）
ライディーンクロウ
南条一夜が変身するライディーン戦士。影の力を操る。攻撃・防御・技・スピードの全てにおいてバランスがとれている。モチーフはカラス。
身長185cm 最高飛行速度マッハ6.5 総出力870rp
装備・技:クロウソード（ギターに仕込まれた大剣）、クロウツイスター（翼で漆黒の竜巻を起こしかまいたちのように敵を切り裂く）、クロウカッター（三日月状の光線）、クロウ迫撃斬（クロウはくげきざん）（ソードで敵を一刀両断）
なお、クロウ以下THE HEARTSメンバーが変身したライディーン戦士はいずれも商品化されていない。
ライディーンアーザス
カイル・ムーンが変身するライディーン戦士。虹の力を操る。技に優れている。モチーフは孔雀。
身長185cm 最高飛行速度マッハ6.0 総出力860rp
装備・技:アーザスビュート（ドラムスティックに仕込まれた鞭）、アーザスレインボー（七色の必殺光線）、アーザスダガー（羽根型の手裏剣）
ライディーンフェニックス
椿聖人が変身するライディーン戦士。炎の力を操る。防御力に優れている。モチーフは不死鳥。
身長185cm 最高飛行速度マッハ6.2 総出力850rp
装備・技:フェニックスジャベリン（ベースが変形した炎を纏った二枚刃の斧と槍）、フェニックスソーサー（炎のブーメラン）、フェニックスプロミネンス（全身を赤熱化しその高熱で敵や障害物を溶解）、フェニックスヒーリング（手から発する光で他者の怪我や病気を治癒）
ライディーンダイノ
武者小路藤丸が変身するライディーン戦士。氷の力を操る。スピードに優れている。モチーフはプテラノドン。
身長185cm 最高飛行速度マッハ7.1 総出力840rp
装備・技:ダイノアックス（キーボードが変形する斧）、ダイノブリザード（猛吹雪の竜巻で敵を凍結）、ダイノスクリーマー（膝の鉤爪）、ダイノプレッシャー（翼で衝撃波を発生）
ライディーンブラッド
海堂忍武が変身するライディーン戦士。音の力を操る。攻撃力に優れている。モチーフはコウモリ。
身長185cm 最高飛行速度マッハ5.9 総出力890rp
装備・技:ブラッドスラッシュ（マイクスタンドが変形した巨大ブーメラン）、ブラッドソニック（超音波で敵を粉砕）、ブラッドファング（腕の鉤爪）
ライディーンS（スペリオール）
ゴッドライディーンとの最終決戦において、10人のライディーン戦士が合体した巨大な戦士。すべてのライディーン戦士の能力を受け継ぐが、ゴッドバードチェンジ能力は持たない。ライディーンイーグルがコアとなっている。
装甲の下は勇者ライディーンの巨大シャーキンがモチーフとなっているらしく、ゴッドライディーンとの決戦において、その姿を垣間見ることができる。
技:ライディーンフレアー、ライディーン迫撃斬、ライディーンナックル、ライディーン激流波
商品化はされていない。

## 登場メカ
ゴッドライディーン
声 - 玄田哲章
聖創世大戦において天使ライディーン勢によって作りだされた全能の魔神。12個のゾディアックオーブによって封印されていた。ボディは通常の攻撃では傷もつかず、その力は一瞬にして地上の主要都市を壊滅させる。操縦には巫女セイラの代わりとなる者を媒体とするが、自意識があるため必ずしも操縦者は必要としていない。
漫画版設定
聖創世期大戦において1体で超魔を滅ぼした伝説の巨神。召喚術を行うには12個の「ゾディアック・オーブ」と「ライディーンの悲鳴」が必要で、以後召喚者の命に従う。召喚者の超魔ルーシュ・デ・モンにより1度は自爆するが、13個目「へび使い座」のオーブによって復活、復活のオーブの精「女神セイラ」からライディーン戦士鷲崎飛翔に託される。本来は「神の力」で戦うが飛翔は「人の心」のみで戦った。
- 身長：100m パワー：無限大
- ゴッドバード時：全長90m 翼を広げた全幅172m
- ゴッドゴーガン：左腕に装備された巨大な弓矢。一本の矢は大気圏外で無数に分散し地球上の主要都市を瞬時に壊滅させた。
- ゴッドブロック：右腕に装備された楯。敵のいかなる攻撃をもはじき返す。
- ゴッドブレイカー：右腕に装備された剣。刃から高周波を発しあらゆる物質を切断する。普段はゴッドブロックに収納されている。漫画版では威力のありすぎる他の武器を飛翔があえて使わず、周囲への被害が最も少ないゴッドブレイカーのみで巨大化したルーシュ・デ・モンと戦い、倒している。
- ゴッドボイス：両翼を大きく真上に展開し両翼に隠された二門の発射口から（場合に応じて胸部に隠された発射口も使用して）ソニックウェーブを発射し前方の物質を一気になぎ払う。
- ゴッドバスター：胸部発射口から放たれるエネルギー弾。あらゆる物を一瞬にして原子分解する。
- ゴッドパルサー：両眼から発射される破壊光線。
- ゴッドウィングイリュージョン：翼を構成している無数の羽根をミサイルのように発射する。
- ゴッドウォール：外敵からの攻撃を防ぐバリアー。
- ゴッドバード：ライディーン戦士と同様鳥に変形した状態。この形態で体当たりをするゴッドバードアタックは全宇宙を消滅させる事が可能な強大な力を秘めている。また飛行速度は光速をも凌駕し次元の壁さえ超越することができる。

ブラックゴッドライディーン
最終決戦において黒く変色した姿となったゴッドライディーン。劇中ではゴッドゴーガン、ゴッドバスターを使用し、ゴッドバードへの変形もしている。TV版ではその理由は明かされていないが瑠璃の感情が引き金になっているようにもみえる。
漫画版設定
オリジナル展開の漫画版においては数万数億年後の次の戦いに備え、ライディーン戦士をゴッドフェザーへと封印する役目を持った形態であるとされる。ライディーン戦士たちの超者十体降臨によって破壊される。

## 用語
ライディーン
またの名を「超者（ちょうじゃ）」。太古より超魔と戦い続ける鋼鉄の天使。「超者降臨」の掛け声で左手に同化したゴッドフェザーによって変身。鋼鉄の翼を広げて空を飛び、鳥を模した突撃形態・ゴッドバードに変形する力を持つ。またその姿は常人の眼には映らず、変身しなくても背中から翼を生やし飛行することが可能。
ゴッドフェザー
ライディーン戦士となる少年たちに同化している瞳を持った神の羽根。
ゾディアックオーブ
聖創世大戦において超魔を追放したゴッドライディーンはそのあまりの破壊力ゆえに作り出した者たち自身の手で封印された。その開放の鍵とされる宝石。黄道十二星座の名を冠した物として世界のどこかに隠されている。12個のゾディアックオーブが揃ったとき、ゴッドライディーンは再び出現する。
超魔（ちょうま）
ルーシュ・デ・モン率いる悪魔の軍団。この地球が生まれる前からライディーンたち神の軍勢と戦い続けている。聖創世大戦においてゴッドライディーンに敗れたが再び舞い戻り、そのゴッドライディーンを奪い取ろうとしている。その姿は普通の人間には見ることができない。中には巨大化する者もいる。
聖創世大戦（せいそうせいたいせん）
超魔とライディーンの戦いの中で、最近起こったもの。ライディーンの軍勢は全能の力を持つゴッドライディーンを作り上げ、超魔を宇宙の彼方に追放した。

## スタッフ
（オープニングクレジットより）
- 企画 - サンライズ
- 原案 - 矢立肇、鈴木良武　｢勇者ライディーン｣より
- シリーズ構成 - 園田英樹
- 掲載誌 - コロコロコミック（漫画連載）、てれびくん・他（小学館刊）、コミックぼっけ（学研刊）
- 広報 - 神宮綾（テレビ東京）
- キャラクターデザイン - 高谷浩利
- メカニカルコンセプト - 大河原邦男
- メカニカルデザイン - 山根理宏、青木健太、新田康弘
- 音楽 - TOM KEANE（USA・UNIT）、村上聖、須藤賢一、松尾洋一（JAPAN・UNIT）
- サウンドプロデュース - 井上俊次（エアーズ）
- 美術監督 - 岡田有章
- 色彩設定 - 歌川律子
- CG演出 - 森川滋
- CG制作
  - ディレクター - 阿部健一
  - デザイナー - 鵜沢洋之、泉昌人、足立暁（ウェイクアップ）
- 撮影監督 - 土岐浩司
- 編集 - 森田清次
- 音響監督 - 高橋剛
- 監督 - 川瀬敏文
- プロデューサー - 村瀬由美（テレビ東京）、梅下博文（ASATSU）、長谷川徹（サンライズ）

## 主題歌

### オープニングテーマ
前期OP「In My Justice 〜翼の伝説〜」（第1話 - 第28話）
作詞:田久保真見　作曲:坂下正俊　編曲:松尾洋一　歌:渡辺学
後期OP「仮面－GET MY WAY－」（第29話 - 第38話）
作詞:田久保真見　作曲・編曲:平間あきひこ　歌:MASAKO IWANAGA

### エンディングテーマ
前期ED「Q」（第1話 - 第28話）
作詞・作曲・編曲:白石紗澄李、鈴木雅也　歌:Paradise Lost
後期ED「HEAVEN－夢が叶う場所－」（第29話 - 第37話）
作詞:薫理　作曲:ARG　編曲:2 Luv　歌:Rionn
最終回ED「For You…」（第38話（最終回））
作詞:田久保真見　作曲:千沢仁　編曲:松尾洋一　歌:ANGEL & The Hearts
今までの回のダイジェスト映像が背景に流れている。

### 挿入歌
「Love is …」
作詞:田久保真見　作曲:M-Rie　編曲:村上聖　歌:内川藍維

## 各話リスト
| 話数 | サブタイトル            | 脚本              | 絵コンテ            | 演出         | 作画監督                                    | 登場超魔                     | 放送日         |
| ---- | ----------------------- | ----------------- | ------------------- | ------------ | ------------------------------------------- | ---------------------------- | -------------- |
| 1    | 飛翔、時をこえて        | 園田英樹          | 川瀬敏文            | 西山明樹彦   | しんぼたくろう                              | バーサーカー                 | 1996年 10月2日 |
| 2    | 翼ある者たち            | 志茂文彦 園田英樹 | 日高政光            | 吉村章       | 板倉和弘 柳沢テツヤ                         | ミノタウロス                 | 10月9日        |
| 3    | 電光石火の男            | 早坂律子 園田英樹 | 石踊宏              | 山口祐司     | 佐久間信一                                  | エキドナ                     | 10月16日       |
| 4    | 孤高の戦士、銀牙        | 園田英樹          | 綴爆                | 谷口悟朗     | 高谷浩利（キャラ作監） 山根理宏（メカ作監） | キマイラ                     | 10月23日       |
| 5    | 寂しき天才少年          | 志茂文彦 園田英樹 | 島崎大基            | 黒田やすひろ | 服部憲知                                    | クラーケン                   | 10月30日       |
| 6    | 翼のない天使            | 早坂律子 園田英樹 | 南康宏              | 西山明樹彦   | しんぼたくろう                              | ケルベロス                   | 11月6日        |
| 7    | 悪夢の水泳大会          | 岸間信明          | 石踊宏              | 吉村章       | 板倉和弘 柳沢テツヤ                         | オネイロス                   | 11月13日       |
| 8    | 狼人間・飛翔            | 志茂文彦 園田英樹 | 山口祐司            | 山口祐司     | 佐久間信一                                  | ワーウルフ                   | 11月20日       |
| 9    | 疾風(はやて)の初恋      | 早坂律子 園田英樹 | 谷口悟朗            | 南康宏       | 小泉昇                                      | ローレライ                   | 11月27日       |
| 10   | 幽霊になった少年        | 園田英樹          | 島崎大基            | 山本恵       | 高谷浩利（キャラ作監） 山根理宏（メカ作監） | モスマン                     | 12月4日        |
| 11   | 狙われた小学校          | 岸間信明          | 綴爆                | 西山明樹彦   | しんぼたくろう                              | エレボス                     | 12月11日       |
| 12   | メドゥーサの微笑み      | 志茂文彦 園田英樹 | 小林哲也            | 小林哲也     | 服部憲知                                    | メデューサ                   | 12月18日       |
| 13   | 母さんは映画スター      | 園田英樹          | 菊池一仁            | 吉村章       | 板倉和弘 柳沢テツヤ                         | ウェンデイゴ（スッピル監督） | 12月24日 17:00 |
| 14   | 六人目の戦士クロウ      | 岸間信明          | 川瀬敏文 吉村章     | 山口祐司     | 佐久間信一                                  | ワーム                       | 1997年 1月8日  |
| 15   | その名はザ・ハーツ      | 志茂文彦 園田英樹 | 川瀬敏文            | 吉本毅       | 小泉昇 佐久間信一                           | ヒドラ                       | 1月15日        |
| 16   | アーザスの挑戦!         | 早坂律子 園田英樹 | 谷口悟朗            | 谷口悟朗     | しんぼたくろう                              | ケルピー                     | 1月22日        |
| 17   | 復讐のフェニックス      | 北嶋博明          | 小林哲也 石山タカ明 | 小林哲也     | 服部憲知 佐久間信一                         | リーパー                     | 1月29日        |
| 18   | 激突!ANGEL対ザ・ハーツ  | 岸間信明          | 綴爆                | 西山明樹彦   | 高谷浩利（キャラ作監） 山根理宏（メカ作監） | アバドン                     | 2月5日         |
| 19   | その超魔を討つな!       | 園田英樹          | 島崎大基            | 吉村章       | しんぼたくろう                              | スペクター                   | 2月12日        |
| 20   | 魔城からの脱出!         | 志茂文彦 園田英樹 | 菊池一仁            | 山口祐司     | 佐久間信一                                  | スペクター                   | 2月19日        |
| 21   | もうひとつの戦い        | 早坂律子 園田英樹 | 谷口悟朗            | 吉本毅       | 佐久間信一                                  | リザード                     | 2月26日        |
| 22   | 愛と哀しみの超魔        | 岸間信明          | 綴爆                | 谷口悟朗     | しんぼたくろう                              | ヴァンパイア                 | 3月5日         |
| 23   | きらり失踪!?            | 北嶋博明          | 菊池一仁            | 伊集院明     | 藁谷均 高橋晃                               | ヴァンパイア(再生)           | 3月12日        |
| 24   | 女神を継ぐ者            | 志茂文彦 園田英樹 | 綴爆                | 吉村章       | しんぼたくろう                              | バーゲスト                   | 3月19日        |
| 25   | ゴッドライディーン復活! | 早坂律子 園田英樹 | 山口祐司            | 山口祐司     | 藁谷均 高橋晃                               |                              | 3月26日        |
| 26   | 天使は舞い降りた!       | 園田英樹          | 川瀬敏文            | 山本恵       | 藁谷均 高橋晃                               |                              | 4月2日         |
| 27   | ライディーン攻撃命令    | 志茂文彦 園田英樹 | 綴爆                | 谷口悟朗     | しんぼたくろう                              |                              | 4月9日         |
| 28   | 決戦!イーグル対ルーシュ | 早坂律子 園田英樹 | 西森章              | 吉本毅       | 藁谷均 高橋晃                               |                              | 4月16日        |
| 29   | 新たなる戦いの序曲      | 園田英樹          | 菊池一仁            | 西森章       | 藁谷均 高橋晃                               |                              | 4月23日        |
| 30   | 引き裂かれた翼          | 早坂律子 園田英樹 | 西森章              | 西山明樹彦   | しんぼたくろう                              |                              | 4月30日        |
| 31   | ファルコン死す!?        | 志茂文彦 園田英樹 | 山口祐司 吉村章     | 山口祐司     | 藁谷均 高橋晃                               |                              | 5月7日         |
| 32   | さらばイーグル          | 岸間信明          | 綴爆                | 山本恵       | 藁谷均 高橋晃                               |                              | 5月14日        |
| 33   | 凍てついた心            | 北嶋博明          | 高松信司            | 谷口悟朗     | しんぼたくろう                              |                              | 5月21日        |
| 34   | 白銀の決闘!             | 志茂文彦 園田英樹 | 西森章              | 吉本毅       | 藁谷均 高橋晃                               |                              | 5月28日        |
| 35   | 飛翔ふたたび            | 早坂律子 園田英樹 | 島崎大基            | 吉村章       | 藁谷均 高橋晃                               |                              | 6月4日         |
| 36   | クロウ最後の挑戦!       | 早坂律子 園田英樹 | 綴爆                | 西山明樹彦   | しんぼたくろう                              |                              | 6月11日        |
| 37   | 集結!十人の戦士         | 志茂文彦 園田英樹 | 山口祐司            | 山口祐司     | 藁谷均 高橋晃                               |                              | 6月18日        |
| 38   | 超者降臨!               | 園田英樹          | 川瀬敏文            | 山本恵       | 高谷浩利（キャラ作監） 山根理宏（メカ作監） | ブラックゴッドライディーン   | 6月25日        |

## 放送局
| 放送期間（または、放送体制）   | 放送時間           | 放送局         | 対象地域       | 備考            |
| ------------------------------ | ------------------ | -------------- | -------------- | --------------- |
| 1996年10月2日 - 1997年6月25日  | 水曜 18:30 - 19:00 | テレビ東京     | 関東広域圏     | 製作局          |
|                                |                    | テレビ北海道   | 北海道         |                 |
|                                |                    | テレビ愛知     | 愛知県         |                 |
|                                |                    | テレビ大阪     | 大阪府         |                 |
|                                |                    | テレビせとうち | 岡山県・香川県 |                 |
|                                |                    | TXN九州        | 福岡県         | 現・TVQ九州放送 |
| 1996年10月6日 - 1997年7月6日   | 日曜 6:00 - 6:30   | 東北放送       | 宮城県         |                 |
| 1996年11月5日 - 1997年8月12日  | 火曜 16:00 - 16:30 | 福島テレビ     | 福島県         |                 |
| 1996年10月12日 - 1997年7月19日 | 土曜 17:00 - 17:30 | 北陸放送       | 石川県         |                 |
| 遅れネット                     |                    | 中国放送       | 広島県         |                 |
|                                | 金曜 16:00 - 16:30 | 鹿児島テレビ   | 鹿児島県       |                 |

## 関連商品

### VHS
全10巻。カバーイラストはキャラクターデザインを手がけた高谷浩利描き下ろし。発売元はサンライズ・東北新社、販売元はバンダイビジュアル。1巻と10巻のみ3話収録、それ以外は4話収録。
また10巻全てに映像特典として「パロパロらいでぃーん」が収録されており、またキャラクターデザインや見所が描かれた同人作家による「Angel Press」、カバーイラストになったキャラクターのポストカードサイズブロマイドが封入。
最終巻には映像特典「西条きらりのキラリズム〜ザ・ハーツ編〜＆〜エンジェル編〜」「前期後期ノンテロップオープニング」収録。

### LD
全6巻。2 - 5巻は2枚組。発売元：サンライズ・東北新社、販売元：バンダイビジュアル。

### DVD
2020年8月28日にベストフィールドから発売。全5巻全話収録だが、VHSに入っていた「パロパロらいでぃーん」は未収録。

### CD

#### シングルCD
- 「In My Justice -翼の伝説-」（前期OP）
- 「Q」（前期ED）
- 「Love is…」（挿入歌）
- 「仮面 -Get My Way-」（後期OP）
- 「HEAVEN -夢が叶う場所-」（後期ED）

#### アルバム・ドラマCD
発売元：（株）エアーズ、販売元：（株）バンダイミュージックエンタテイメント
- 超者ライディーン オリジナルサウンドトラック　Vol.1 - 3
- 超者ライディーン オリジナルドラマ＆キャラクターソングス
  - Vol.1「Journey」
  - Vol.2「Believe」
  - Vol.3「THE WONDER」

TV本編の最終回の後日談にあたる物語。作風はコミカルさが強調されており、女性向けのサービス描写が大目となっている。
- 「ANGEL　Debut Album」
- 「ANGEL FIRST LIVE」
- 「THE HEARTS　Live Album」
- 超者ライディーン ヴォーカルベスト
- サンライズワールド「ミッション1」

本作やサンライズ作品が登場するドラマCD。本作からは飛翔（ライディーンイーグル）が出演。
- サンライズワールド「ミッション2」

ミッション1に引き続き、飛翔（イーグル）が出演。
- サンライズワールド「ミッション3」

藤丸（ライディーンダイノ）、ルーシュが出演。

## 漫画版
『月刊コロコロコミック』誌上で1996年から1997年に掲載、著者は坂井孝行。アニメ化に伴い連載されたが、主人公を始め殆どの登場人物の設定や展開がアニメ版とは異なる。単行本全2巻。
ストーリー
主人公飛翔は所属するサッカー部の試合会場へ向かう途中でゴッドフェザーに接触。自覚のないまま試合会場に到着した瞬間、会場が爆破され超魔の襲撃にあうが戦中にライディーンイーグルとして目覚め、他のライディーン戦士と共に戦うことを誓う。最後はゴッドライディーンの次なる戦いに備えた“封印”を、ライディーン全員の力を合わせて破綻させて決着をつけた。

### その他コミック
学習研究社から「超者ライディーン 外伝」、著者はすずはら篠。外伝の名の通り、TVアニメの番外編となる物語が多数収録されている。
他にもムービック、ハイランドからアンソロジーが多数発行されている。

## 小説版
シリーズ構成の園田英樹（「そのだひでき」名義）によるノベライズ、挿絵はすずはら篠。小学館スーパークエスト文庫より1997年7月に第一巻、10月に第二巻が発売。現在は絶版となっている。
- 天使降臨 Vol.1
- A・N・G・E・Lの翼 Vol.2